# Erik Swoope
Erik Swoope (Lake Elsinore, 8 maggio 1992) è un giocatore di football americano statunitense che milita nel ruolo di tight end per gli Oakland Raiders della National Football League (NFL). Non selezionato al Draft NFL 2014, firmò come undrafted free agent con gli Indianapolis Colts. Al college ha giocato a pallacanestro a Miami.

## Carriera universitaria

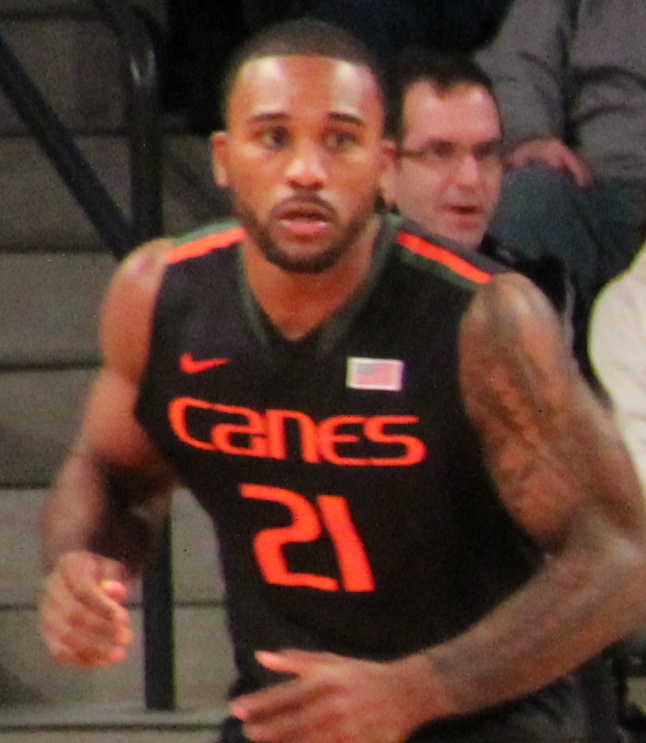
Swoope mentre gioca a pallacanestro all'Università di Miami nel 2013

Swoope frequentò l'Università di Miami dal 2010 al 2013, e giocò a pallacanestro per i Miami Hurricanes. Nella stagione 2010-2011, come freshman, giocò in 29 partite (9 da titolare), segnò una media di 1,4 punti e un rimbalzo in 6,5 minuti per partita. Fu nominato alla prima formazione ideale All-ACC del 2011. Come sophomore, nella stagione 2011-2012, Swoope giocò in 23 partite (otto da titolare), segnò una media di 2,3 punti a partita, 1,7 rimbalzi in 11,7 minuti a partita; segno nel 50% delle volte (23 su 46) su tiri e il 47,1% dei tiri liberi. Come junior nella stagione 2012-2013, giocò in 27 partite, segnò una media di 1,6 punti e 2,3 rimbalzi per partita; segno il 64,3% (18 su 28) di tiri. Come senior, nella stagione 2013-2014, Swoope giocò in 31 partite (dieci da titolare), segnò una media di cinque punti, 2,7 rimbalzi, 0,5 assist, 0,4 palle rubate, 0,4 blocchi e 18,4 minuti a partita.
Terminò la sua carriera universitaria con 110 presenze (27 da titolare), totalizzò una media di 2,6 punti, 1,7 rimbalzi, 0,3 palle rubate, 0,3 assist, 0,3 blocchi in 10,8 minuti a partita.

## Carriera professionistica

### Indianapolis Colts
Non selezionato al Draft NFL 2014, Swoope firmò come undrafted free agent con gli Indianapolis Colts l'11 maggio 2014. Fu svincolato il 30 agosto e due giorni dopo ri-firmato alla squadra di allenamento. Il 19 gennaio 2015, Swoope firmò un contratto con riserva per rimanere con i Colts. Swoope fu svincolato il 5 settembre e ri-firmato alla squadra di allenamento il giorno seguente. Il 30 dicembre 2015, Swoope venne promosso alla prima squadra per la prima volta, per sostituire Dwayne Allen infortunato.
Swoope partì come titolare per la prima volta nel secondo turno della stagione 2016 contro i Denver Broncos. Nel quindicesimo turno contro i Minnesota Vikings, Swoope segnò il suo primo touchdown su ricezione. I Colts vinsero 34–6.
Il 4 settembre 2017, Swoope venne segnato nella lista delle riserve dopo aver subito un intervento chirurgico al ginocchio.
Il 13 settembre 2018, Swoope venne svincolato dai Colts e ri-firmato alla squadra di allenamento il giorno seguente. Venne promosso alla prima squadra il 22 settembre 2018. Venne nuovamente svincolato il 28 settembre 2018 e ri-firmato alla squadra di allenamento. Swoope venne nuovamente promosso alla prima squadra il 3 ottobre 2018. Il giorno seguente, segnò il suo primo touchdown stagionale dal 2016 contro i New England Patriots. I Colts vennero sconfitti 38–24. L'11 dicembre 2018, Swoope fu svincolato dai Colts.

### New Orleans Saints
Il 12 dicembre 2018, Swoope firmò con i New Orleans Saints, per poi essere svincolato il giorno seguente dopo non aver superato i test fisici.

### Ritorno agli Indianapolis Colts
Il 26 dicembre 2018, Swoope fu firmato alla squadra di allenamento dagli Indianapolis Colts.

### Oakland Raiders
Il 21 maggio 2019 Swoope firmò con gli Oakland Raiders.

## Statistiche
| Legenda   | Legenda          |
| --------- | ---------------- |
| Grassetto | Record personale |

### Stagione regolare
| Stagione | Squadra  | Partite | Partite | Ricezioni | Ricezioni | Ricezioni | Ricezioni | Ricezioni | Corse | Corse | Corse | Corse | Corse | Fumble | Fumble |
| Stagione | Squadra  | P       | PT      | Ric       | Yard      | Media     | Max       | TD        | Ten   | Yard  | Media | Max   | TD    | Fum    | Persi  |
| -------- | -------- | ------- | ------- | --------- | --------- | --------- | --------- | --------- | ----- | ----- | ----- | ----- | ----- | ------ | ------ |
| 2015     | IND      | 1       | 0       | 0         | 0         | 0         | 0         | 0         | 0     | 0     | 0     | 0     | 0     | 0      | 0      |
| 2016     | IND      | 16      | 4       | 15        | 297       | 19,8      | 45        | 1         | 0     | 0     | 0     | 0     | 0     | 0      | 0      |
| 2018     | IND      | 7       | 2       | 8         | 87        | 10,9      | 26        | 3         | 0     | 0     | 0     | 0     | 0     | 0      | 0      |
| Carriera | Carriera | 24      | 6       | 23        | 384       | 16,7      | 45        | 4         | 0     | 0     | 0     | 0     | 0     | 0      | 0      |